# Slalomvärldsmästerskapen i kanotsport 2002
Slalomvärldsmästerskapen i kanotsport 2002 anordnades i Bourg St.-Maurice, Frankrike. 

## Medaljsummering

### Medaljtabell
| Pl.    | Nation         | Guld | Silver | Brons | Totalt |
| ------ | -------------- | ---- | ------ | ----- | ------ |
| 1      | Frankrike      | 3    | 1      | 2     | 6      |
| 2      | Slovakien      | 2    | 0      | 0     | 2      |
| 3      | Tyskland       | 1    | 4      | 0     | 5      |
| 4      | Tjeckien       | 1    | 1      | 2     | 4      |
| 5      | USA            | 1    | 0      | 0     | 1      |
| 6      | Italien        | 0    | 1      | 1     | 2      |
| 6      | Slovenien      | 0    | 1      | 1     | 2      |
| 8      | Polen          | 0    | 0      | 1     | 1      |
| 8      | Storbritannien | 0    | 0      | 1     | 1      |
| Totalt | Totalt         | 8    | 8      | 8     | 24     |

### Herrar
| Gren    | Guld | Poäng  | Silver                                                                                    | Poäng  | Brons | Poäng  |
| C-1     | Michal Martikán (SVK)                                                                                                   | 192,92 | Jan Benzien (GER)                                                                         | 199,29 | Patrice Estanguet (FRA)                                                                                        | 199,32 |
| C-1 lag | Tjeckien Přemysl Vlk Jan Mašek Stanislav Ježek                                                                          | 224,27 | Tyskland Sören Kaufmann Jan Benzien Stefan Pfannmöller                                    | 226,55 | Slovenien Jurij Korenjak Dejan Stevanovič Simon Hočevar                                                        | 236,59 |
| C-2     | Slovakien Pavol Hochschorner Peter Hochschorner                                                                         | 206,21 | Frankrike Pierre Luquet Christophe Luquet                                                 | 209,41 | Tjeckien Marek Jiras Tomáš Máder                                                                               | 209,53 |
| C-2 lag | Frankrike Pierre Luquet & Christophe Luquet Alexandre Lauvergne & Nathanael Fouquet Philippe Quemerais & Yann Le Pennec | 239,09 | Tyskland Kay Simon & Robby Simon Kai Walter & Frank Henze Andre Ehrenberg & Michael Senft | 257,07 | Polen Dariusz Wrzosek & Bartłomiej Kruczek Jarosław Miczek & Wojciech Sekuła Andrzej Wójs & Sławomir Mordarski | 265,80 |
| K-1     | Fabien Lefèvre (FRA) | 184,89 | Miha Terdič (SLO)                                                                         | 189,94 | Ivan Pišvejc (CZE)                                                                                             | 190,10 |
| K-1 lag | Tyskland Claus Suchanek Thomas Becker Thomas Schmidt                                                                    | 214,11 | Italien Pierpaolo Ferrazzi Matteo Pontarollo Luca Costa                                   | 216,64 | Frankrike Thomas Monier Benoît Peschier Fabien Lefèvre                                                         | 218,25 |

### Damer
| Gren    | Guld                                                      | Poäng  | Silver                                                    | Poäng  | Brons                                                     | Poäng  |
| K-1     | Rebecca Giddens (USA)                                     | 216,09 | Mandy Planert (GER)                                       | 218,11 | Maria Cristina Giai Pron (ITA)                            | 222,46 |
| K-1 lag | Frankrike Aline Tornare Mathilde Pichery Anne-Lise Bardet | 294,73 | Tjeckien Marie Řihošková Marcela Sadilová Irena Pavelková | 298,78 | Storbritannien Helen Reeves Laura Blakeman Heather Corrie | 306,24 |